# Marxismus-Leninismus

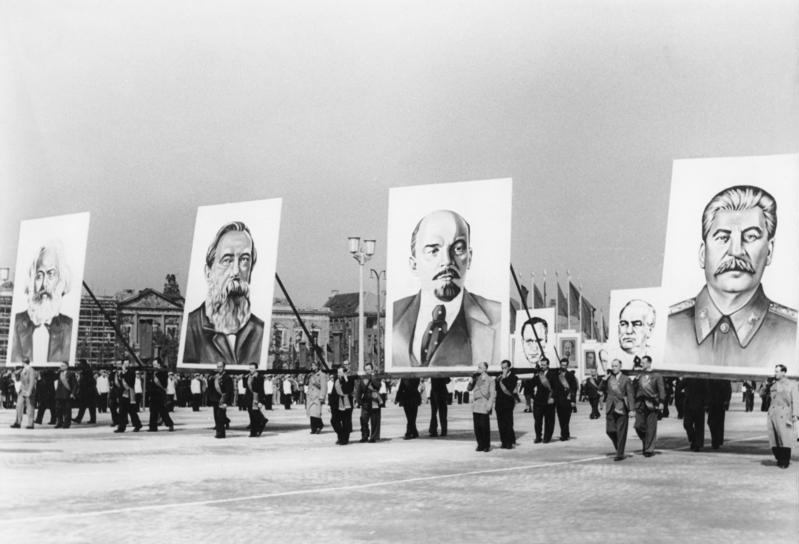
Die „Schöpfer“ des Marxismus-Leninismus: Marx, Engels, Lenin und Stalin (Demonstration zum 1. Mai 1953, Ost-Berlin)

Der Begriff Marxismus-Leninismus bezeichnet ab Mitte der 1920er Jahre die offizielle politische Ideologie der Sowjetunion und später diejenige des gesamten Ostblocks. Er wurde von Josef Stalin als „die durch Lenin weiterentwickelte Marx’sche Lehre unter den neuen Verhältnissen des Klassenkampfes in der Epoche des Imperialismus und der proletarischen Revolutionen“ definiert.

## Definitionen
Nach Lenins Tod 1924 wurde der Marxismus-Leninismus zur offiziellen Staatsdoktrin der Sowjetunion, wo er als wissenschaftliche Weltanschauung der Arbeiterklasse galt. Ursprünglich war nur die Bezeichnung Leninismus gebräuchlich. In der Folge wurde das Begriffspaar Marxismus-Leninismus in erster Linie von den kommunistischen Parteien verwendet, um sich vom Trotzkismus und anderen zum Stalinismus in Opposition stehenden Gruppen, sowie zum Reformismus und Revisionismus der Sozialdemokratie abzugrenzen.
Die Begriffsverbindung wurde auch zur Würdigung der eigenständigen theoretischen und praktischen Verdienste Lenins bei der Weiterentwicklung des Marxismus geschaffen. In Anlehnung an Stalin definierte die SED den Marxismus-Leninismus als

„[…] die von Marx und Engels begründete und von Lenin weiterentwickelte wissenschaftliche Weltanschauung der Arbeiterklasse, die von der internationalen kommunistischen Bewegung auf der Grundlage der Erfahrungen des sozialistischen und kommunistischen Aufbaus und der Praxis des revolutionären Befreiungskampfes ständig bereichert wird.“

Auch nach der offiziellen Stalin-Kritik auf dem XX. Parteitag der KPdSU wurde der Begriff Marxismus-Leninismus von den kommunistischen und ihnen nahestehenden sozialistischen Parteien weiter verwendet.
An Lenin anknüpfend wird der Marxismus-Leninismus in drei Hauptbestandteile gegliedert:
- Der Dialektische und Historische Materialismus[3] bildet die philosophische Grundlage des Marxismus-Leninismus und wird als praktische Anleitung im Aufbau des Sozialismus oder Kommunismus verstanden.
- Die politische Ökonomie untersucht die Beziehungen der Menschen in Produktion und Gesellschaft. Marx hingegen sprach stets von einer Kritik der politischen Ökonomie.
- Der wissenschaftliche Sozialismus oder wissenschaftliche Kommunismus (in Abgrenzung zur Sozialdemokratie) wird als „Wissenschaft vom Klassenkampf des Proletariats und der Errichtung der sozialistischen und kommunistischen Gesellschaft“ definiert.[4] Bei Stalin war noch von der „Lehre vom Klassenkampf und Sozialismus“ die Rede.[1]

Der allgemeine Fortschrittsoptimismus war eine immanente Erscheinung im Marxismus-Leninismus. Er erklärte, dass die Idee von der Gesetzmäßigkeit des Fortschritts und ihrer Erkennbarkeit im Zentrum der marxistisch-leninistischen Philosophie steht.
Die berühmte Losung des Marxismus-Leninismus „Jeder nach seinen Fähigkeiten, jedem nach seinen Bedürfnissen“ als gesellschaftlich anzustrebendes Ideal hatte Marx fast wörtlich dem Buch Reise nach Ikarien von Étienne Cabet entnommen, der die Forderung von Thomas Morus, Geld und Privateigentum abzuschaffen, um den Gedanken ergänzte, durch den Einsatz hochentwickelter Maschinen die notwendige Arbeit zu reduzieren.
In der DDR war Marxismus-Leninismus ein verbindliches Studienfach an allen Universitäten, Hochschulen und Fachschulen. Für Studenten aller Fachrichtungen waren Lehrveranstaltungen und Prüfungen in Marxismus-Leninismus (ML) Pflicht. Auch Professoren, Dozenten und wissenschaftliche Mitarbeiter hatten kontinuierlich an ML-Kursen teilzunehmen. Für diese Aufgaben gab es an jeder Hochschule und Universität ein Institut für Marxismus-Leninismus oder eine entsprechende Sektion, an den Fachschulen gab es entsprechende Abteilungen.

## Geschichte

### Wortherkunft
Lenin selbst hat seine Weltanschauung weder unter dem Begriff des Leninismus noch unter der Bezeichnung Marxismus-Leninismus zusammengefasst. Beide Begriffe fanden erst nach seinem Tod Verbreitung und kamen erstmals in der Geschichte der Sowjetunion in der Auseinandersetzung mit oppositionellen Gruppen um den „wahren Marxismus“ auf. Stalin schuf einen Personenkult um Lenin und stellte seine eigene Politik als direkte Fortsetzung der Politik der Bolschewiki dar, um sich gegenüber der Linken Opposition um Trotzki abzugrenzen, der Stalin bürgerliche Tendenzen vorwarf. Der Marxismus-Leninismus wurde schließlich zur offiziellen Staatsdoktrin in den Diktaturen des Realsozialismus.
Auch Trotzkisten und andere bezeichnen sich als Leninisten, grenzen sich aber vom Marxismus-Leninismus ab. Nachdem dieser unter Stalin erschaffen wurde, bevorzugten Kritiker dieser Variation des Marxismus und der meist damit verbundenen repressiven Politik die Bezeichnung Stalinismus. Beide Begriffe werden meist synonym verwendet. Während Marx, Engels und andere in ihrem Denken von den realen Verhältnissen und den Kämpfen abstrahierten, wird dem Marxismus-Leninismus – vor allem von trotzkistischer Seite – vorgeworfen, die Eigeninteressen der herrschenden politischen Kaste der Sowjetunion zur philosophischen Grundlage zu erheben.
Amadeo Bordiga, Gründer der Kommunistischen Partei Italiens, lehnte die Begriffe Leninismus und Marxismus-Leninismus bereits 1925 öffentlich ab und bezeichnete sie in einer Sitzung der Erweiterten Exekutive der Kommunistischen Internationale als revisionistisch.
Stalin sprach nach zugänglichen Materialien das erste Mal vom Marxismus-Leninismus öffentlich am Schluss des Rechenschaftsberichts an den XVII. Parteitag der KPdSU (B) am 26. Januar 1934, nämlich darüber, „die Abweichungen mancher Genossen vom Marxismus-Leninismus nicht zu vertuschen, sondern mutig zu kritisieren“. Offensichtlich handelte es sich damals um eine Wortzusammensetzung, die erst viel später neue und größere Bedeutung erlangte. Im November 1938 verurteilte dann das ZK der KPdSU in einem Beschluss „die schädliche Trennung […] zwischen Marxismus und Leninismus“ und führte den obligatorischen Begriff des Marxismus-Leninismus ein – ein Marxismus-Leninismus, der sich de facto nur auf die Darstellung der Stalinschen Interpretation beschränkte und lediglich hier und da noch einige wenige „passende“ Zitate von Marx, Engels und Lenin aufwies. Da aber in der Komintern die KPdSU (B) bzw. Stalin dominierenden Einfluss hatten, wurde später, vor allem im Kalten Krieg der von Stalin geprägte Begriff des Marxismus-Leninismus oft mit dem des Stalinismus gleichgesetzt.

### Maoismus
→ Hauptartikel: Maoismus
In den 1950er Jahren kam es zum politischen Bruch zwischen der Sowjetunion und dem China Mao Zedongs (→ Chinesisch-sowjetisches Zerwürfnis). Die Sowjetunion und die Volksrepublik China bezeichneten sich jeweils als die wahren Erben des Marxismus-Leninismus. Die Kommunistische Partei Chinas beanspruchte für sich, die Ideen des Marxismus-Leninismus (also auch die Werke Stalins) an die chinesischen Gegebenheiten angepasst zu haben, verknüpfte damit aber auch einen universellen Geltungsanspruch. Diese Strömung des Marxismus erhielt später den Namen Maoismus. Parteien und Bewegungen, die mit der Kommunistischen Partei Chinas sympathisierten, griffen diese Variation des Marxismus-Leninismus auf und orientierten sich politisch am Maoismus. Seit der marktwirtschaftlichen Liberalisierung Chinas vertreten die meisten maoistischen Parteien die Ansicht, dass sich die chinesische Führung von den Prinzipien des Maoismus (und damit des Marxismus-Leninismus) abgewandt habe und werfen ihr revisionistische Tendenzen vor.
Marxismus-Leninismus wird meistens von maoistischen Organisationen und Parteien als Namensteil verwendet. Allerdings spielt bis auf Nepal und Indien keine dieser Parteien eine maßgebliche Rolle in der Landespolitik. Gewöhnlich wollen sich solche Parteien von anderen kommunistischen Parteien abgrenzen, denen sie Revisionismus vorwerfen. Auch die Black Panther Party in den USA berief sich auf den Maoismus.

### Chuch’e-Ideologie
→ Hauptartikel: Chuch’e-Ideologie
In Nordkorea ersetzte 1977 die Chuch’e-Ideologie (auch Juche oder Zuche) den klassischen Marxismus-Leninismus. In den Werken von Kim Il Sung und Kim Jong Il ist stets die Rede vom „hocherhobenen roten Banner des Marxismus-Leninismus und der Juche-Idee“. Dabei sei der Kampf gegen Revisionismus, Dogmatismus und Formalismus besonders wichtig. Sie ist in Nordkorea auch Bestandteil des Personenkults um die herrschende Kim-Familie. Gemäß der Juche-Ideologie könne die Revolution nur vom eigenen Volk gemacht werden; der Sozialismus müsse an die besonderen kulturellen, politischen und historischen Bedingungen des jeweiligen Landes anknüpfen, also keine formale Übernahme des Modells eines anderen sozialistischen Landes.
Von den meisten anderen Vertretern des Marxismus-Leninismus wird die Chuch’e-Ideologie abgelehnt, da sie aus ihrer Sicht nicht mit dem Marxismus-Leninismus vereinbar ist. So verstehen viele von ihnen die Ideologie als militaristisch, imperialistisch sowie antimarxistisch. Westliche Beobachter kritisieren zudem rassenideologische Tendenzen dieser Ideologie.

### Titoismus
Inwieweit der Titoismus in Jugoslawien dieser marxistischen Strömung zuzuordnen ist, bleibt umstritten. Einige Elemente wie der Personenkult oder die Allianz mit dem Bauernstand finden sich auch im Titoismus wieder, die Arbeiterselbstverwaltung und der Nationalitätenausgleich sind wiederum Merkmale, die ihn vom klassischen Marxismus-Leninismus unterscheiden.

## Unvermeidbarkeit der Kriege
Aus dem Gesetz der ungleichmäßigen Entwicklung der kapitalistischen Länder leitete Lenin ab, dass imperialistische Kriege „absolut unvermeidlich“ seien, „solange das Privateigentum an den Produktionsmitteln besteht“. Erstens führe die abgeschlossene Verteilung der Erde durch die Großmächte, beim Kampf um die Neuaufteilung zum Krieg der Großmächte untereinander, und erzwingt auch die Hand nach jedem beliebigen Land auszustrecken, zur Schwächung des Gegners und der Untergrabung seiner Hegemonie. Zweitens erzeuge eine der grundlegendsten Eigenschaften des Imperialismus, die Beschleunigung der wirtschaftlichen Entwicklung in den Kolonien, nationale Befreiungskriege. Und drittens verschärfe der Imperialismus die Widersprüche innerhalb des imperialistischen Landes selbst und dadurch auch den Klassenkampf, der zum Bürgerkrieg werden könne.
Privat hatte Lenin allerdings Zweifel an seinem eigenen Theorem und sprach in seinen letzten Lebensjahren mit großer Begeisterung von neuen Erfindungen die durch ihre gewaltige Zerstörungskraft jeden Krieg unmöglich machen würden. In der Öffentlichkeit wurden diese Gedanken jedoch nicht ausgesprochen, und die These von der „Unvermeidbarkeit der Kriege“ wurde bis 1956 zur allgemein gültigen Parteidoktrin erhoben.
Auf dem XX. Parteitag der KPdSU revidierte Chruschtschow Lenins These, mit der Argumentation, dass es eine „schicksalhafte Unvermeidlichkeit der Kriege“ nicht gäbe, da inzwischen das „Weltlager des Sozialismus“, die „Arbeiterbewegung“ und die „Weltfriedensbewegung“ zu mächtigen Kräften herangewachsen sind, sowie es eine Gruppe nicht am Krieg interessierten neutralen Staaten gibt, die die imperialistischen Kräfte zwingen können auf Krieg zu verzichten. Diese Position wurde im November 1957 zur verpflichtenden Generallinie aller kommunistischen Parteien der Welt erhoben. Die neue These von der „Vermeidbarkeit der Kriege“ stieß jedoch auf den Widerstand der Kommunistischen Partei Chinas. Sie erklärte, dass die Thesen Lenins von 1915/16 unverändert richtig seien und auch niemals überholt sein werden. Im Charakter des Imperialismus sei es nach Beendigung des Zweiten Weltkrieges zu keinerlei Veränderungen gekommen, nur zu gewissen Änderungen taktischer Natur. Auf zwei internationalen Tagungen kommunistischer Parteien kam es im Streit über diese Frage zu Rededuellen zwischen Chruschtschow und chinesischen KP-Führern.

## Marxismus-Leninismus heute
Es existieren zurzeit vier Staaten – die Republik Kuba, die Volksrepublik China, die Sozialistische Republik Vietnam und die Demokratische Volksrepublik Laos –, die sich explizit auf den Marxismus-Leninismus als die offizielle Staatsdoktrin berufen (Stand: 2012). Bis zum Zusammenbruch des Realsozialismus 1989–1991 bezeichneten die meisten kommunistischen Parteien den Marxismus-Leninismus als ihre theoretische Grundlage, allerdings in deutlich verschiedener Ausprägung.
Einige Parteien in Europa bekennen sich nach wie vor zum Marxismus-Leninismus:
- Marxistisch-Leninistische Partei Deutschlands (MLPD)
- Kommunistische Partei Deutschlands (1990) (KPD)
- Marxistisch-Leninistische Partei Österreichs (MLPÖ)
- Partei der Arbeit Österreichs (PdA)
- Deutsche Kommunistische Partei (DKP)
- Partia Komuniste e Shqipërisë (1991) (PKSh)
- Armenische Kommunistische Partei (HKK)
- Aserbaidschanische Kommunistische Partei (AKP)
- Parti Communiste de Belgique-Communistische Partij van België (PCB-CPB)
- Kommunistische Partei Griechenlands (KKE)
- Nova Komunistička Partija Jugoslavije (NKPJ)
- Volkspartei Kasachstans (QHP)
- Latvijas Sociālistiskā partija (LSP)
- Kommunistesch Partei Lëtzebuerg (KPL)
- Kommunistische Partei Maltas (CPM)
- Neue Kommunistische Partei der Niederlande (NCPN)
- Kommunistische Partei der Russischen Föderation (KPRF)
- Kommunisten Russlands (KR)
- Kommunistiska partiet (KP)
- Partido Comunista de los Pueblos de España (PCPE)
- Türkiye Komünist Partisi/Marksist-Leninist (TKP/ML)
- Marksist Leninist Komünist Parti (MLKP)
- Kommunistische Partei der Ukraine (KPU)
- Ungarische Arbeiterpartei (UA)
- Communist Party of Britain (CPB)
- Revolutionary Communist Party of Britain (Marxist–Leninist) (RCPB-ML)
- Kommunistische Partei von Belarus (KPB)

Andere, insbesondere die Eurokommunisten, haben sich vom offiziellen Marxismus-Leninismus distanziert und beziehen sich stattdessen meistens auf Marxismus oder Leninismus.

## Kritik
Charakteristisch für die als Marxismus-Leninismus bezeichnete Kanonisierung des Marxismus ist – in Anlehnung an die Orthodoxie der klassischen Sozialdemokratie – neben dem Personenkult um Stalin, teilweise auch Lenin und andere Staatsoberhäupter insbesondere die Schaffung einer dogmatischen marxistischen Philosophie und Wirtschaftstheorie. Kritiker stellen hierbei häufig die Kontinuität zum Schaffen von Marx und Engels in Frage. Während Engels zwar vom historischen Materialismus sprach, haben Marx und Engels niemals Begriffe wie dialektischer Materialismus – ein Begriff, der von Joseph Dietzgen stammt –, Arbeitswerttheorie – der Begriff wurde erstmals von Karl Kautsky gebraucht – oder sozialistische politische Ökonomie für ihre Lehren gebraucht. Marx und Engels sprachen stets von einer Kritik der politischen Ökonomie (des Kapitalismus) und schufen keineswegs eine eigene sozialistische Wirtschaftstheorie.
Die Unterschiede zu verwandten Strömungen sind dabei weniger philosophischer Natur, sondern vielmehr Resultat eines gewissen ökonomischen und sozialen Drucks, der meist zu einem Bruch zwischen befreundeten staatssozialistischen Regimes führte (Jugoslawien–Sowjetunion; China–Sowjetunion; Albanien–China; Nordkorea–China …), sowie Ausdruck unterschiedlicher nationaler Interessen. Hierbei werden die Ansichten der gegnerischen Partei oft als revisionistisch bezeichnet. So beruft sich beispielsweise der Maoismus auf Stalin. Auf der anderen Seite wurde die sowjetische Politik nach dem Bruch der UdSSR mit der Volksrepublik China unter Mao Zedong als Revisionismus bezeichnet. Ähnlich verhält es sich mit der Kritik an den Reformbestrebungen Chruschtschows, Dubčeks, Gorbatschows und anderer, die von älteren Kommunisten meist als revisionistisch bezeichnet wurden.
Der starke Personenkult dieser Regime trug häufig dazu bei, dass es nach dem Tod eines Staatsführers zu politischen Krisen kam, so brach beispielsweise Jugoslawien ein Jahrzehnt nach dem Tod Titos auseinander. Dennoch bestehen die jeweiligen hier angeführten Staatsideologien weiter fort.
Eine weitere Besonderheit des Marxismus-Leninismus ist sein vages Verhältnis zum Faschismus. Kam es während des Nationalsozialismus noch zu einer Unterschätzung des Faschismus, wurden später viele politisch rechtsgerichtete Militärdiktaturen als „faschistisch“ bezeichnet. Dazu trug auch die Charakterisierung des Faschismus durch Georgi Dimitroff 1935 bei. Die Dimitroff-These bezeichnet den Faschismus als „die offene terroristische Diktatur der reaktionärsten, der am meisten chauvinistischen, am meisten imperialistischen Elemente des Finanzkapitals.“
Für Trotzki hingegen – einen der entschiedensten marxistischen Kritiker des orthodoxen Marxismus-Leninismus – war der Faschismus nicht bloß eine Extremform des Kapitalismus; entscheidend war für ihn auch der subjektive Faktor. Der Faschismus konnte demnach nur siegen, wenn sich die Herrschenden auf eine Massenbewegung der radikalisierten Mittelschichten stützen konnten. Im Unterschied zu anderen Strömungen bietet der Marxismus-Leninismus – insbesondere der Maoismus – also eine in erster Linie moralische, weniger soziologische Faschismus-Analyse. So bezeichnen beispielsweise maoistische Gruppierungen in der Türkei diese als faschistisch.
Der deutsche Politikwissenschaftler Iring Fetscher weist darauf hin, dass eine Diktatur des Proletariats schon rein technisch nicht möglich ist, da eine nach Hunderttausenden oder Millionen zählende Menschengruppe keine Diktatur ausüben könne. Statt ihrer habe sich eine Parteidiktatur gebildet, die das Proletariat von seiner angeblichen Vorhut getrennt habe. Die von Lenin propagierten Parteien neuen Typs seien strukturell undemokratisch. Die von den marxistisch-leninistischen Parteien angestrebten Klassenbündnisse fänden nie auf gleichberechtigter Basis und im Wege eines fairen Kompromisses statt. Vielmehr dominiere immer binnen kurzem die marxistisch-leninistischen Partei, die Klasseninteressen der Verbündeten blieben unbeachtet. Die Aussicht auf eine klassenlose Gesellschaft, die es im angeblich bald bevorstehenden Kommunismus geben werde, werde instrumentalisiert, um apologetisch über Missstände und Widersprüche in den von marxistisch-leninistischen Parteien beherrschten Staaten hinwegzutrösten.
Unabhängig von den philosophischen Differenzen betrachten Kritiker folgende politische Auffassungen in den diversen staatssozialistischen Regimes als Gemeinsamkeiten des Marxismus-Leninismus:
- ausgeprägter Personenkult,
- Theorie des Sozialismus in einem Land und damit verbunden eine gewisse Nationalborniertheit,
- Diktatur einer Partei statt einer Rätedemokratie,
- Erklärung von Teilen der Bauernschaft zu einer revolutionären Klasse,
- Allianz mit der Bourgeoisie unter Aufgabe der revolutionären Perspektive,
- fehlende Arbeiterselbstverwaltung,
- zentralistischer Bürokratismus,
- Demokratischer Zentralismus.